# Саяны (автодорога)
Региона́льная автомоби́льная доро́га 04К-029 «Сая́ны» — автомобильная дорога регионального значения Минусинск — Курагино — Кошурниково — Кускун. Является главной транспортной артерией, связывающей южные и юго-восточные районы Красноярского края с краевым центром, а также своего рода дублёром трассы М54 «Енисей».

## Маршрут
От Минусинска до п. Курагино дорога идёт в восточном направлении по Минусинской котловине. Перед п. Курагино трасса пересекает по мосту, открытому относительно недавно (1997 год), реку Туба. После моста влево отходит местная автодорога Курагино — Саянск, выходящая на трассу Минусинск — Беллык. В посёлке Курагино дорога огибает основную его застройку с севера, после чего уходит в северо-восточном направлении. Влево отходит дорога на райцентр Идринское. Далее трасса обходит с юга по объездной дороге село Берёзовское, проходит через село Курское, после чего уходит на Большую Ирбу (за 7 км до неё вправо отходит старый участок трассы с грунтовым покрытием (описан ниже), проходящий вдоль железной дороги Абакан — Тайшет («Трассы Мужества»), через с. Кордово и пос. Журавлёво). Местность становится таёжной и гористой.
Пройдя через два перевала, трасса подходит к посёлку городского типа Кошурниково (на подходе к посёлку влево отходит дорога на Пионерск и Краснокаменск), проходит по его восточным окраинам, после чего, оставляя справа дорогу до города Артёмовск, уходит на север по долине реки Джебь. После Кошурникова начинается гравийное покрытие. Дорога переваливает небольшую возвышенность, сквозь которую по 1-му Джебскому тоннелю проходит железная дорога. Далее трасса несколько раз пересекает железную дорогу по переездам, после чего, идя слева от неё, начинает 4-километровый подъём на Козинский перевал перед селом Щетинкино. С перевала дорога спускается к селу, перед которым переходит по переезду на другую сторону железной дороги. В Щетинкине дорога асфальтированная, после вновь идёт гравийная дорога. Встречаются узкие участки, обозначенные соответствующими знаками приоритета. После трасса проходит мимо Джотки, и начинает подъём на Крольский перевал, который железная дорога проходит по Крольскому тоннелю.
Далее дорога спускается с перевала, проходит под железнодорожным виадуком, и далее 10 километров идёт по правому берегу реки Крол (правый приток Маны). После этого поворачивает налево под прямым углом (прямо уходит дорога на Жайму), пересекает её по мосту и начинает 3-километровый подъём. После конца подъёма дорога поворачивает направо под прямым углом и далее идёт по горам. Проходит мимо основного поворота на Жайму, через впадину речки Солбия (спуск — 2 км, подъём — столько же; на спусках есть по улавливающему карману); после чего вскоре начинается асфальт. Через 10 км после начала асфальта трасса приходит к кольцевому перекрёстку, на котором трасса уходит налево, а направо уходит дорога к селу Выезжий Лог и далее к населённым пунктам Партизанского района, селу Партизанское и городу Уяр. После кольца трасса идёт в северном направлении, мимо сёл Кирза, Степной Баджей. После поворота на Орешное асфальт снова заканчивается. Дорога проходит через несколько перевалов, после чего спускается к реке Степной Баджей, где вновь начинается асфальт. В самой Нарве дорога сначала имеет покрытие из заосфальтированных бетонных плит, а после моста через Ману вновь появляется асфальт. Выйдя из Нарвы, трасса снова ненадолго приближается к Мане, после чего начинает 2-километровый подъём на очередной перевал, откуда в течение двух километров спускается. Далее трасса проходит мимо сёл Кияй, Новомихайловка, Сосновка, Верхняя Есауловка со множеством подъёмов и спусков. После этого проходит по объездной дороге мимо села Шалинское, райцентра Манского района, оставляя его слева. Затем трасса проходит мимо сёл Нижняя Есауловка, Малая Камарчага, посёлка Камарчага, пересекает Транссиб по переезду, после чего через 16 км выходит к трассе Р255 (бывшая М53), где и заканчивается. На пересечении двух трасс построена полуклеверная развязка.

## Участок Красный Кордон — Кордово — Журавлёво
Проходит вдоль железной дороги Абакан — Тайшет. Покрытие — в основном гравий, асфальт есть только в сёлах Кордово и Журавлёво и на отдельных участках. Через несколько километров после начала в 7 километрах от Большой Ирбы начинается относительно длинный заасфальтированный участок, построенный в 2019 году в объезд двух железнодорожных переездов. После Красного Кордона трасса впервые пересекает железную дорогу. Переезд оборудован шлагбаумами и устройствами заграждения. Затем она поднимается на Кордонский перевал (у местных — Бурлук) (железная дорога проходит в Кордонском тоннеле), после чего спускается к селу Андреев Ключ, стоящем на правом берегу Кизира. Далее дорога идёт вдоль Кизира. После чего проходит через село Кордово, затем поднимается на небольшую горку, спускается и подходит к селу Журавлёво. Проходит через него, после чего в районе села Усть-Каспа отходит от Кизира, проходит под железнодорожным виадуком, после чего поднимается на Каспинский перевал (железная дорога идёт в Каспинском тоннеле), откуда потом спускается, и через некоторое время выходит на «новую» трассу недалеко от Кошурникова.
Раньше трасса проходила по нему. Из-за угрозы затопления трассы Кизиром при паводках и трудности расширения узких участков дороги, проходящих вплотную к скалам, было принято решение о переносе трассы дальше в горы, и о строительстве нового участка от Большой Ирбы до дороги Кошурниково — Краснокаменск.

## Связь
Устойчивая непрерывная связь (МТС, Мегафон, Билайн, Теле2) есть только на участке Минусинск — Курагино — Курское. Далее связь есть только на следующих участках:
1. Андреев Ключ — Кордово — Журавлёво и далее вплоть до Кошурникова.
2. Окрестности Кошурникова.
3. Перевал перед Щетинкиным, в самом Щетинкине связь крайне слабая (Теле2).
4. Участки перед кольцом у Выезжего Лога (подход к кольцу со стороны Минусинска, а также со стороны Выезжего Лога; устойчивый сигнал есть в Выезжем Логу).
5. Орешное и его окрестности.
6. Нарва и окрестности.
7. От окрестностей Шалинского до трассы М53.